# Dublura

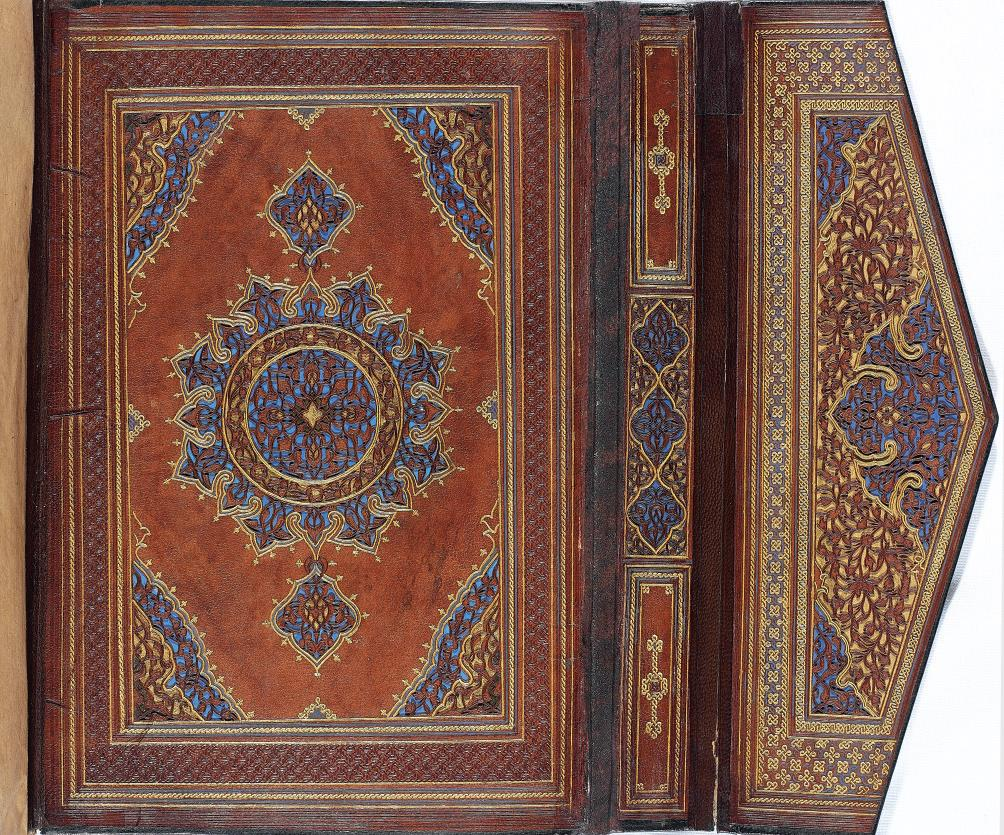
Dublura tylnej okładki

Dublura, oprawa podwójna – rodzaj oprawy książki, w której nie tylko zewnętrzne strony okładzin okładki, ale również wewnętrzne są zdobione, przy czym ranga ich zdobień jest równa zdobieniom stron zewnętrznych.
Zwyczaj, który został przejęty w Europie w XV wieku z opraw ksiąg islamskich, a zwłaszcza pochodzących z Egiptu. Były to zdobienia najwyższych lotów, jak: filigrany wycinane w skórze, powlekanie lub tłoczenie złotem, wyklejanie jedwabiem, szlachetnymi odmianami pergaminu, wstawianie zwierciadeł, wykładanie mozaiką, marmurem, malowanie miniatur itd.
Dublura zawsze należała do najbardziej ekskluzywnych rodzajów opraw, a dziś stosowana jest incydentalnie, zazwyczaj w postaci ograniczonych zdobień, np. oprawa w skórze obu stron okładzin.